# گونتر بروکر
گونتر بروکر (انگلیسی: Günter Brocker; ۲۴ مهٔ ۱۹۲۵ – ۲۹ مهٔ ۲۰۱۵) بازیکن فوتبال اهل آلمان بود.
از باشگاه‌هایی که در آن بازی کرده‌است می‌توان به باشگاه فوتبال شالکه ۰۴ اشاره کرد.